# ネフチ・フェルガナ
ネフチ・フェルガナ（英語: Neftchi Farg'ona）は、ウズベキスタンの都市フェルガナを本拠地とするサッカークラブである。

## 概要
FCパフタコール・タシュケントに次ぐ優勝回数を誇る。近年は優勝がないものの、2位に付ける事でAFCチャンピオンズリーグにも4回出場している。
2013年までに現在のフェルガナ・スタジアムに代わる新しいスタジアムを建設予定である。

## タイトル

### 国内タイトル
- ウズベク・リーグ：5回
  - 1992, 1993, 1994, 1995, 2001
- ウズベキスタン・カップ：2回
  - 1994, 1996

## 歴代監督
- セルゲイ・レベデフ 2003-2004
- ユーリイ・サルキシャン 1987-2013